# Pomacentrus similis
Pomacentrus similis là một loài cá biển thuộc chi Pomacentrus trong họ Cá thia. Loài này được mô tả lần đầu tiên vào năm 1991.

## Từ nguyên
Tính từ định danh similis trong tiếng Latinh có nghĩa là "giống nhau", hàm ý đề cập đến sự tương đồng về kiểu hình giữa loài cá này với Pomacentrus coelestis.

## Phạm vi phân bố và môi trường sống
P. similis được ghi nhận ở ngoài khơi Sri Lanka, tại biển Andaman (quần đảo Mergui, Myanmar và miền nam Thái Lan) và đảo St. Martin (Bangladesh). P. similis sinh sống tập trung gần những rạn san hô viền bờ ở độ sâu khoảng từ 2 đến 15 m.

## Mô tả
Chiều dài lớn nhất được ghi nhận ở P. similis là 7 cm. Cơ thể có màu xanh lam óng, trừ phần cuống và vây đuôi có màu vàng.
Số gai ở vây lưng: 13; Số tia vây ở vây lưng: 14–15; Số gai ở vây hậu môn: 2; Số tia vây ở vây hậu môn: 14; Số gai ở vây bụng: 1; Số tia vây ở vây bụng: 5.

## Phân loại học
P. similis thuộc phức hợp loài P. coelestis, một nhóm đặc trưng bởi màu xanh sáng trên cơ thể.

## Sinh thái học
Thức ăn của P. similis bao gồm tảo và các loài động vật phù du. Cá đực có tập tính bảo vệ và chăm sóc trứng.